# Kirkwood (cráter)

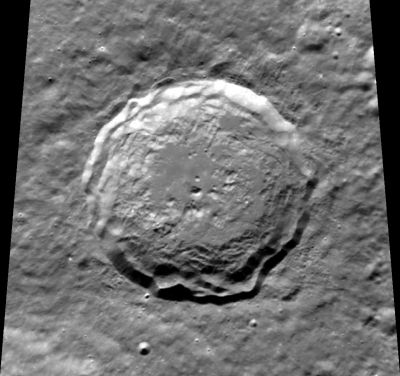
Fotografía de la misión Clementine (1994)

Kirkwood es un cráter de impacto bien formado que se encuentra en el hemisferio norte de la cara oculta de la Luna. Se encuentra justo al noreste del cráter Sommerfeld, con Hippocrates al este-noreste.
El perímetro de este cráter es generalmente circular, con unas cuantas muescas laterales hacia el sureste. Muestra muy poca apariencia de desgaste, sin marcas notables ni en las rampas interior ni en las exteriores.
La pared interior se ha desprendido un poco y ha formado algunas estructuras aterrazadas. Su propio material de eyección se extiende por su interior, cubriendo casi la mitad del diámetro. En el punto medio aparecen varias pequeñas colinas, integrando una formación de pico central.

## Cráteres satélite
Por convención estos elementos son identificados en los mapas lunares poniendo la letra en el lado del punto medio del cráter que está más cercano a Kirkwood.
|          | \| Kirkwood \| Coordenadas \| Diámetro \| \| -------- \| ------------------------------- \| -------- \| \| T \| 69°24′N 165°12′O / 69.4, -165.2 \| 19 km \| \| Y \| 72°12′N 157°30′O / 72.2, -157.5 \| 19 km \| |          |
| Kirkwood | Coordenadas | Diámetro |
| T        | 69°24′N 165°12′O / 69.4, -165.2 | 19 km    |
| Y        | 72°12′N 157°30′O / 72.2, -157.5 | 19 km    |